# 177Lu-oxodotreotid
177Lu-oxodotreotid, neboli 177Lu DOTA-TATE, je organický komplex DOTA-TATE s iontem radioizotopu lutecia, používaný v radioterapii na léčbu nádorů vykazujících expresi somatostatinových receptorů.
Místo 177Lu-DOTA-TATE lze použít 90Y-DOTA-TATE nebo edotreotid. Větší dosah částic beta vyzařovaných 90Y, které mají léčebný účinek , je činí vhodnými na velké nádory, zatímco 177Lu se hodí na menší.

## Klinické testy a schválení
Evropská komise v září 2017 schválila používání 177Lu-oxodotreotidu (pod obchodním názvem Lutathera) „na léčbu neoperovatelných nebo metastazujících, dobře diferenciovaných neuroendokrinních nádorů žaludku, střev a slinivky břišní, pozitivních na somatostatinové receptory u dospělých pacientů“.
Ve Spojených státech amerických byla látka 177Lu-DOTA-TATE pro léčbu těchto druhů nádorů schválena v lednu 2018.
Šlo o první radiofarmakum schválené pro léčbu neuroendokrinních nádorů žaludku, střev a slinivky břišní v této zemi.
Schválení 177Lu-dotatátu vycházelo ze studie na 229 pacientech s nádory střev pozitivními na somatostatinové receptory. Nádory těchto pacientů nebylo možné odstranit chirurgicky a při léčení oktreotidem se zhoršovaly.
Jedna skupina pacientů dostávala 177Lu-dotatát s dlouhoúčinným oktreotidem a druhá samotný dlouhoúčinným oktreotid, ve vyšších dávkách. 177Lu-dotatát byl vstřikován do žil a oktreotid do svalů, přičemž jak pacienti, tak zdravotníci věděli, která látka je podávána. Účinek 177Lu-dotatátu byl zjišťován měřením doby, během které nádory po aplikaci přípravků nerostly a jejím srovnáváním s kontrolní skupinou.
V úvahu byly vzaty také údaje z další studie, provedené na 1 214 pacientech. Všichni obdrželi 177Lu-dotatát s oktreotidem. Účinek byl zjišťován měřením změny velikosti nádoru během léčby. Vymizení nebo zmenšení nádoru bylo pozorováno u 16 procent z 360 vybraných účastníků.

## Vedlejší účinky
Léčebné účinky 177Lu jsou vyvolávány ionizujícím zářením beta, které ale může poškozovat i zdravé tkáně a orgány. Na tato poškození jsou obzvláště náchylné ledviny, protože odstraňují 177Lu-DOTA-TATE z těla. K jejich ochraně před poškozením se používá roztok směsi aminokyselin argininu a lysinu dodávaná pomalou infuzí, která začíná před aplikací radioaktivní látky a pokračuje několik hodin poté.